# Stempellina bausei
Stempellina bausei är en tvåvingeart som först beskrevs av Jean-Jacques Kieffer 1911.  Stempellina bausei ingår i släktet Stempellina och familjen fjädermyggor. Arten är reproducerande i Sverige. Inga underarter finns listade i Catalogue of Life.